# منتخب صربيا لكرة السلة للسيدات
منتخب صربيا الوطني لكرة السلة للسيدات (بالسيريلية الصربية: Женска кошаркашка репрезентација Србије) هو ممثل صربيا الرسمي في المنافسات الدولية في كرة السلة للسيدات.